# Eucalyptus platypus
Eucalyptus platypus, también conocido  como moort o moort de hojas redondeadas, es un árbol pequeño que crece en una área entre Albany y Esperance en Australia Occidental. 

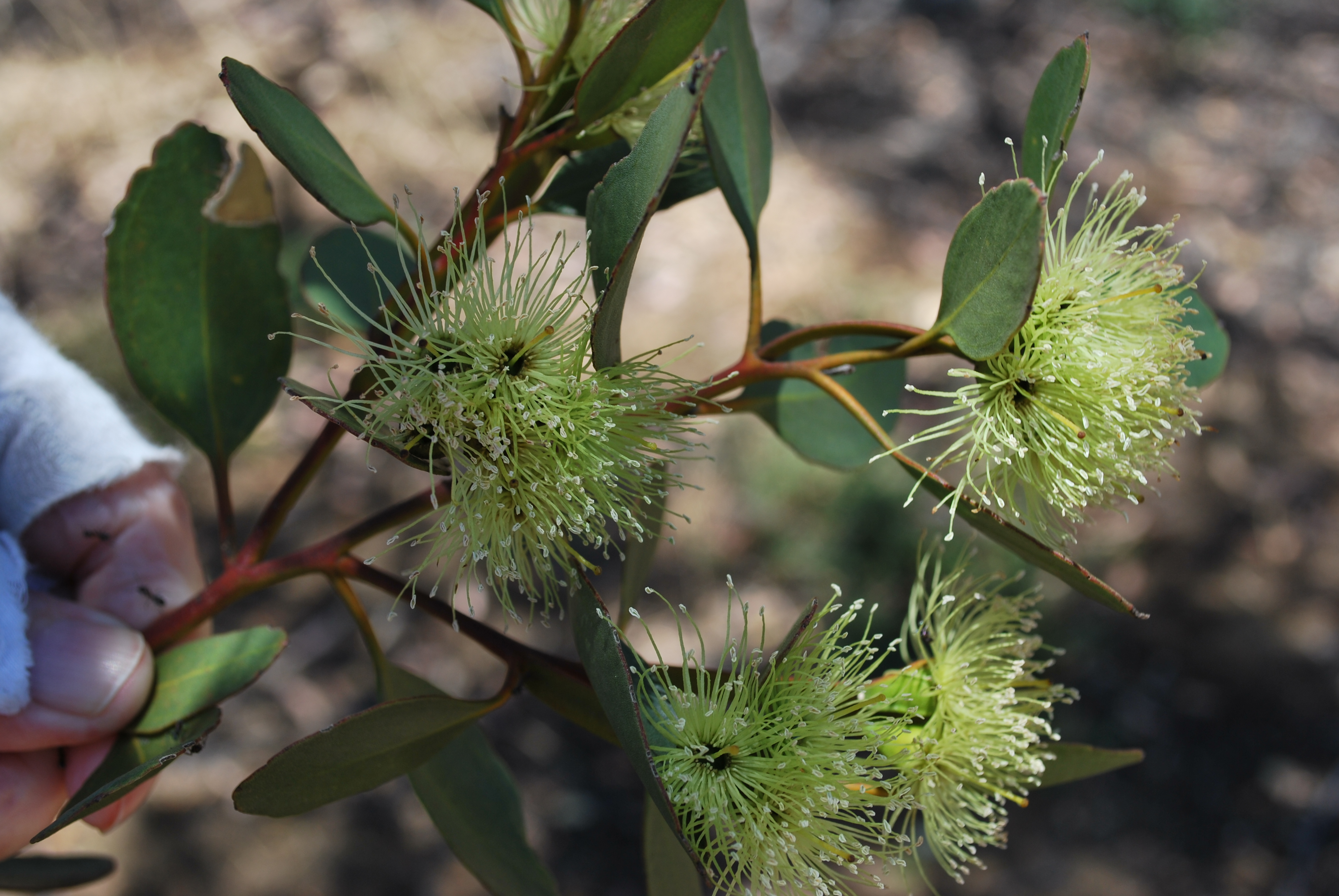
Flores

## Descripción
Es un  eucalyptus mallee que crece entre 1,5 y 10 metros de altura. La copa del árbol es densa y redondeada y las hojas son redondeadas y  elípticas a orbiculares. La corteza es lisa y de color café claro, con la edad se hace gris.
Una característica distintiva de esta especie es sus pedúnculos planos elongados los cuales miden 3 cm de largo y 1 cm de ancho. Estos se encuentran referidos en su nombre científico platypus el cual se deriva de las palabras griegas πλατύς (platy: plano, ancho) y πους (pous: pie). Los pedúnculos sostienen capullos sin tallo que tienen cápsulas grandes y en racimos de hasta siete. A estos le siguen flores amarillo-verdosas (u ocasionalmente blancas, cremosas o rojas) en primavera y verano las cuales son ensombrecidas en algún grado por el denso follaje.
Fue descrita por primera vez por William Jackson Hooker en 1851, del espécimen de tipo colectado cerca de King George Sound  por James Drummond.

## Subespecies
Existen actualmente dos subespecies reconocidas de Eucalyptus platypus:
- Eucalyptus platypus subsp. congregata  Brooker & Hopper
- Eucalyptus platypus  Hook.  subsp. platypus

Dos antiguas subspecies ahora clasificadas como especies en su propio derecho. Eucalyptus platypus var. heterophylla  Blakely  es actualmente Eucalyptus utilis  Brooker & Hopper  y Eucalyptus platypus var. nutans  (F.Muell.) Benth. es actualmente Eucalyptus nutans  (F.Muell.) 

## Taxonomía
Eucalyptus platypus fue descrita por William Jackson Hooker y publicado en Hooker's Icones Plantarum 9: , tab. 849. 1852.
Etimología
Eucalyptus: nombre genérico que proviene del griego antiguo: eû = "bien, justamente" y kalyptós = "cubierto, que recubre". En Eucalyptus L'Hér., los pétalos, soldados entre sí y a veces también con los sépalos, forman parte del opérculo, perfectamente ajustado al hipanto, que se desprende a la hora de la floración.
platypus: epíteto que deriva de las palabras griegas πλατύς (platy: plano, ancho) y πους (pous: pie).
Sinonimia
- Eucalyptus obcordata  Turcz.  (1851)